# Cardamine hirsute
Cardamine hirsuta
Espèce

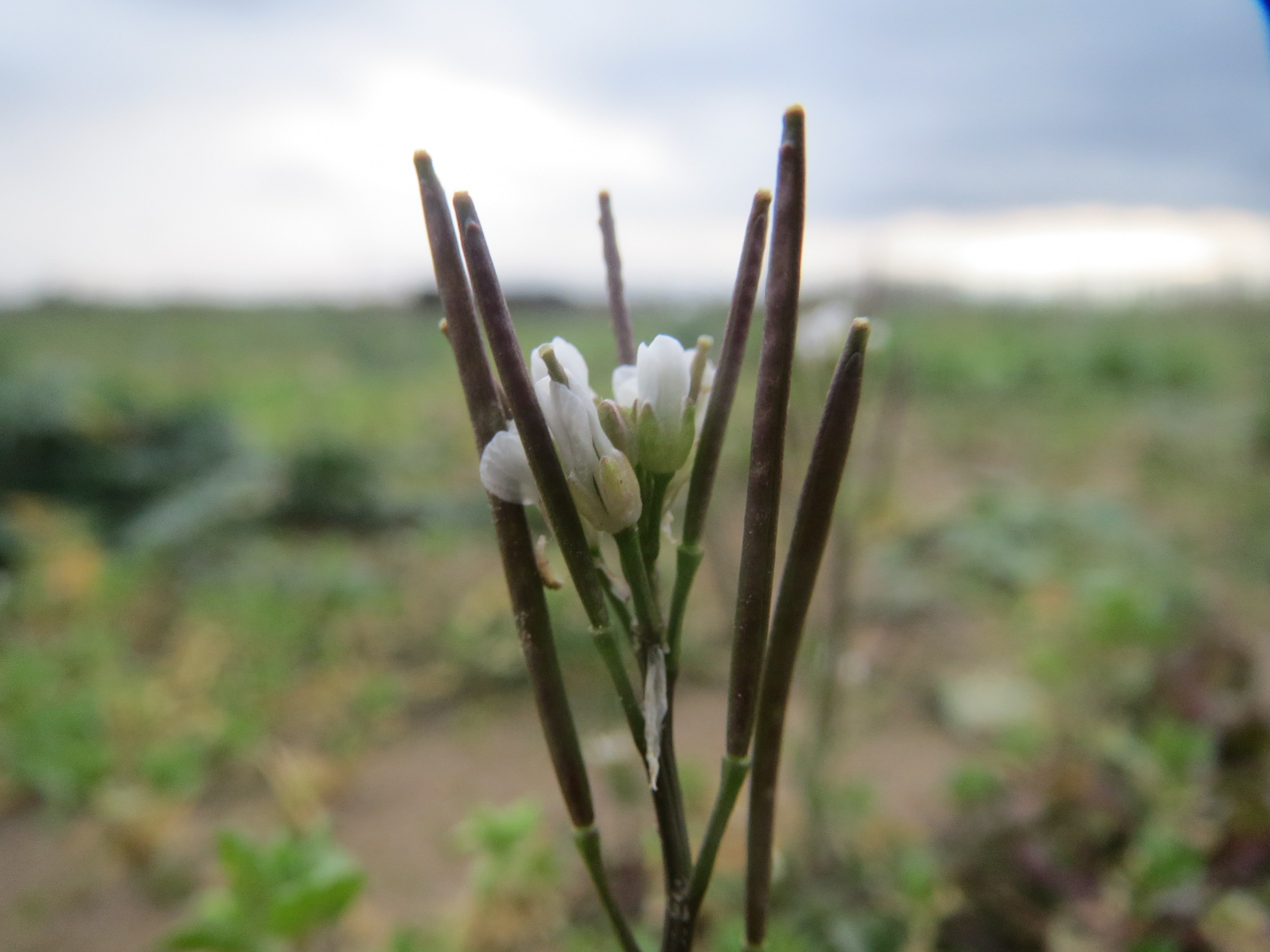
Fleurs et siliques.

Cardamine hirsuta, la cardamine hirsute ou cardamine hérissée, est une espèce de plantes dicotylédones de la famille des Brassicaceae, originaire des régions tempérées et tempérées chaudes de l'Ancien Monde (Europe, Asie, Afrique).
C'est une plante herbacée annuelle pouvant atteindre 25 cm de haut, aux feuilles comestibles. Elle est appréciée de la chenille du papillon dénommé Aurore (Anthocharis cardamines).

## Phytonymie et appellations
« Cardamine » est la francisation du latin cardamina qui désignait en latin et en grec (kardaminê, kardamon ou kardamis) un cresson, sans doute le cresson alénois. L'épithète hirsute fait référence à sa base très velue.
Cette espèce porte plusieurs noms vernaculaires : Cardamine à tiges nombreuses, Cresson des prés, Cresson de muraille, Cresson de vigne, Cressonette (ses feuilles froissées entre les doigts, exhalent l'odeur soufrée de cresson).

## Description

### Appareil végétatif
La cardamine hirsute est une plante herbacée annuelle moyenne (5 à 25 cm de haut), hérissée à la base, formant souvent de grandes colonies.
L'appareil souterrain est réduit à une racine pivotante, sans fibres capillaires. La tige pleine, à section ronde, est glabre et assez peu feuillée. Elle présente une hétérophyllie marquée : les nombreuses feuilles basales en rosette, munies d'un pétiole assez poilu, sont pennatiséquées, à 5-9 lobes presque rondes. Les feuilles caulinaires alternes sont plus petites et plus minces, avec une à quatre paires de folioles, sans oreillettes à la base, à lobes oblongs ou linéaires. Leurs deux faces sont glabres.

### Appareil reproducteur
Les petites fleurs (5 mm de diamètre) ont 4 sépales verts et 4 pétales blancs (2,5–3 mm de long) dressés, étroits, dépassant peu le calice. L'androcée est généralement composé de 6 étamines. La plante est autogame.
La grappe fructifère, assez longue, porte des siliques (longues de 20 à 30 mm) dressées, qui dépassent nettement les fleurs épanouies, à bec de moitié plus court que leur largeur, terminées par une petite soie à peine visible (0,5 mm de long). Une fois mûres, les siliques, s'ouvrent par un simple attouchement de la plante (déhiscence explosive), provoquant la rupture des zones de déhiscence des valves de la silique qui s'enroulent alors brusquement avec un petit claquement projetant les graines à plusieurs dizaines de centimètres (dissémination des petites graines non ailées par autochorie de type ballochorie).

## Biologie
La floraison a lieu dès le mois de février, jusqu'en novembre, voire janvier dans l'hémisphère nord.
La plante pratique la nyctinastie : la fleur s'ouvre le matin et se ferme complètement le soir ; elle fait de même par temps humide ou très nuageux. La nyctinastie a un impact positif sur la croissance mais peut, par le processus d'exaptation, jouer un rôle de défense contre les herbivores la nuit, sachant que les principaux consommateurs de ces fleurs, les limaces et les chevreuils, sont surtout actifs de nuit.

## Habitat et répartition
Terrains nus, découverts, tels que les bords de chemins, les friches, les cultures, mais aussi les vieux murs, ce végétal est présent en environnement urbain (les graines très fines et dispersée permettent à la plante de s'introduire dans les jardinières sur les balcons en pleine ville), en association avec la Drave printanière et le Cystoptère fragile. C'est une espèce nitrophile.
Largement répandue en Europe, Asie.

## Taxinomie

### Synonymes
Selon The Plant List (12 février 2022) :
- Arabis heterophylla G.Forst. ex DC.
- Cardamine africana subsp. borbonica (Bojer) O.E. Schulz
- Cardamine borbonica Bojer
- Cardamine fagetina Schur
- Cardamine hirsuta var. apetala Soó
- Cardamine micrantha Spenn.
- Cardamine parviflora Suter
- Cardamine scutata var. formosana (Hayata) T.S.Liu & S.S.Ying
- Cardamine tenella E.D.Clarke
- Cardamine umbrosa Andrz. ex DC.
- Cardamine virginica Michx.
- Crucifera cardamine E.H.L.Krause
- Ghinia hirsuta (L.) Bubani
- Ghinia sylvatica Bubani

## Sous-espèces et variétés
Selon Tropicos (12 février 2022) (Attention liste brute contenant possiblement des synonymes) :
- Sous-espèce :
  - Cardamine hirsuta proles borbonica (Bojer) O.E. Schulz
  - Cardamine hirsuta proles lasiocarpa O.E. Schulz
  - Cardamine hirsuta proles macrantha O.E. Schulz
  - Cardamine hirsuta proles macrostylis O.E. Schulz
  - Cardamine hirsuta proles unijuga (Rydb.) O.E. Schulz
  - Cardamine hirsuta subsp. flexuosa (With.) F.B. Forbes & Hemsl.
  - Cardamine hirsuta subsp. hirsuta
  - Cardamine hirsuta subsp. kamtschatica (Regel) O.E. Schulz
  - Cardamine hirsuta subsp. oligosperma (Nutt.) O.E. Schulz
  - Cardamine hirsuta subsp. puberula (Rouy & Foucaud) O.E. Schulz
  - Cardamine hirsuta subsp. sylvatica (Link) Syme
- Variétés :
  - Cardamine hirsuta var. acuminata Nutt.
  - Cardamine hirsuta var. antiscorbutica (Banks ex Griseb.) Reiche
  - Cardamine hirsuta var. apetala Soó
  - Cardamine hirsuta var. aquatica Kuntze
  - Cardamine hirsuta var. bracteata O.E. Schulz
  - Cardamine hirsuta var. corymbosa (Hook. f.) Hook. f.
  - Cardamine hirsuta var. debilis (Banks ex DC.) Hook. f.
  - Cardamine hirsuta var. exigua O.E. Schulz
  - Cardamine hirsuta var. flaccida Franch.
  - Cardamine hirsuta var. flexuosa (With.) Hook. f. & T. Anderson
  - Cardamine hirsuta var. formosana Hayata
  - Cardamine hirsuta var. glacialis Hook. f.
  - Cardamine hirsuta var. heterophylla Hook. f.
  - Cardamine hirsuta var. hirsuta
  - Cardamine hirsuta var. intermedia (Hook.) Hook. f.
  - Cardamine hirsuta var. kamtschatica (Regel) O.E. Schulz
  - Cardamine hirsuta var. latifolia Maxim.
  - Cardamine hirsuta var. litoralis Svalund
  - Cardamine hirsuta var. magellanica (Phil.) Macloskie
  - Cardamine hirsuta var. major Thwaites
  - Cardamine hirsuta var. maxima Fisch.
  - Cardamine hirsuta var. montana Macoun
  - Cardamine hirsuta var. nivalis Hook. f.
  - Cardamine hirsuta var. omeiensis T.Y. Cheo & R.C. Fang
  - Cardamine hirsuta var. oxycarpa Hook. f. & T. Anderson
  - Cardamine hirsuta var. parviflora Nutt.
  - Cardamine hirsuta var. pensylvanica (Muhl. ex Willd.) P.W. Graff
  - Cardamine hirsuta var. petiolulata O.E. Schulz
  - Cardamine hirsuta var. pilosa O.E. Schulz
  - Cardamine hirsuta var. regeliana (Miq.) Maxim.
  - Cardamine hirsuta var. reniformis J.M. Black
  - Cardamine hirsuta var. rotundiloba Hayata
  - Cardamine hirsuta var. simplicifolia Hook. & Arn.

- - Cardamine hirsuta var. soehrensii (Phil.) Reiche
  - Cardamine hirsuta var. subcarnosa Hook. f.
  - Cardamine hirsuta var. subumbellata Dalzell
  - Cardamine hirsuta var. sylvatica (Link) Hook. f. & T. Anderson
  - Cardamine hirsuta var. tenuifolia (Hook.) Rodway
  - Cardamine hirsuta var. tetrandra Stokes
  - Cardamine hirsuta var. unicaulis O.E. Schulz
  - Cardamine hirsuta var. uniflora Hook. f.
  - Cardamine hirsuta var. vulgaris (Phil.) Reiche

## Utilisation
Les feuilles et les fleurs fournissent une salade au goût piquant, ce qui lui vaut le nom de « cresson des vignes », « cressonnette » et « quersonnette ».
Cette plante aurait des vertus stimulantes, diurétiques et antiscorbutiques.